# Дизон, Лия
Лия Дизон (яп. リア・ディゾン Риа Дидзон, англ. Leah Donna Dizon) — японская поп-певица и модель американского происхождения. Дизон родилась 24 сентября 1986 года в Лас-Вегасе и переехала в Японию в 2006 году.

## Биография
Лия Донна Дизон родилась и выросла в Лас-Вегасе, штат Невада. Её мать была француженкой, а отец имел смешанное филиппино-китайское происхождение. У неё также было 2 старших брата, два младших брата и две старших сестры.
На UFC 131 Лия будет выступать как Октагон гёрл.

## Появление
Дизон была приглашена для рекламы многочисленных брендов. На протяжении всей своей карьеры, она рекламировала разнообразную продукцию, от электроники до закуски и косметики. Также она участвовала в рекламной кампании Sony Playstation 3, Кока-Кола, Fuji и многих других

### Театр
- Words 'Yakusoku/Uragiri'~Subete wa ushinawa re shi mono no tame ni~ (2009)

### ТВ
- Webtama as a co-host (2007)
- Sakigake Ongaku Banzuke Vegas as host (2007)
- J-melo as host (2007)

## Дискография

### Синглы
| Title                              | Information | Sales                            |
| ---------------------------------- | --- | -------------------------------- |
| «Fever» (Kylie Minogue cover song) | 1st digital single (digital download) - Released: October 5, 2006 - Oricon Top 20 Weekly Peak: n/a - From Album: Non-Album single | n/a                              |
| «Softly»                           | Debut/1st single - Released: February 14, 2007 - Oricon Top 20 Weekly Peak: 7 - From Album: Destiny Line                          | 48,554 copies sold (upd 6/21/07) |
| «Koi Shiyō♪» (恋しよう♪)           | 2nd single - Released: May 30, 2007 - Oricon Top 20 Weekly Peak: 7 - From Album: Destiny Line                                     | 49,251 copies sold (upd 8/25/07) |
| «L・O・V・E U»                     | 3rd single - Released: August 8, 2007 - Oricon Top 20 Weekly Peak: 14 - From Album: Destiny Line                                  | 16,240 copies sold (upd 8/21/07) |
| «Love Paradox»                     | 4th single - Released: March 26, 2008 - Oricon Top 20 Weekly Peak: 15 - From Album: Communication!!!                              | 10,998 copies sold               |
| «Vanilla»                          | 5th single - Released: June 25, 2008 - Oricon Top 30 Weekly Peak: 26 - From Album: Communication!!!                               | 8,312 copies sold                |

### Альбомы
| Album information                                                                           | Копий продано |
| ------------------------------------------------------------------------------------------- | ------------- |
| Destiny Line - Первый альбом - Released: 12 сентября 2007 - Oricon top 200 position: #9     | 55,091        |
| Communication!!! - Второй альбом - Released: 20 августа 2008 - Oricon top 200 position: #16 | 13,533        |